# Панезьоров Руслан Володимирович
Руслан Володимирович Панезьоров — майор Збройних сил України, учасник російсько-української війни, що відзначився під час російського вторгнення в Україну в 2022 році. Герой України (2024).

## Життєпис
Закінчив Вінницький політехнічний інститут за спеціальністю «інженер-механік». Після закінчення, пройшов строкову службу в Збройних силах України, а через рік підписав контракт.
Понад 25 років служить в українському війську. Брав участь в АТО на сході України. Брав участь у звільненні Слов'янська, де особисто підняв прапор ПДВ над будівлею міськради. Згодом брав участь у боях за Луганський аеропорт. 
З початку російського вторгнення в Україну продовжує нести службу. Брав участь у бойових діях поблизу Вознесенська, контрнаступі на Харківщині, боях за Бахмут і Кліщіївку.
Служить командиром інженерно-саперної роти 80-ї десантно-штурмової бригади.
28 травня 2024 року отримав серйозне порання та станом на жовтень 2024 проходить реабілітацію.

## Нагороди
- Звання Герой України з врученням ордена «Золота Зірка» (28 червня 2024) — за особисту мужність і героїзм, виявлені у захисті державного суверенітету та територіальної цілісності України, самовіддане служіння Українському народові[2];
- орден «Богдана Хмельницького» III ступеня (2022) — за особисту мужність і самовіддані дії, виявлені у захисті державного суверенітету та територіальної цілісності України, вірність військовій присязі[3].